# Forest City (Iowa)
Forest City – miasto w Stanach Zjednoczonych, w północnej części stanu Iowa, w hrabstwach Winnebago i Hancock. W 2000 roku, miasto liczyło 4414 mieszkańców.

## Klimat
Miasto leży w strefie klimatu kontynentalnego, wilgotnego, z gorącym latem, i surową zimą, należącego według klasyfikacji Köppena do strefy Dfa. Średnia temperatura roczna wynosi 7,6°C, a opady 787,4 mm (w tym do 98,1 cm opadów śniegu). Średnia temperatura najcieplejszego miesiąca - lipca wynosi 22,6°C, natomiast najzimniejszego -9,6°C. Najniższa zanotowana temperatura wyniosła -37,8°C a najwyższa 42,2°C. Miesiącem o najwyższych opadach jest czerwiec o średnich opadach wynoszących 121,9 mm, natomiast najniższe opady są w styczniu i wynoszą średnio 22,9 mm.